# 皮羅若克島
皮羅若克島是俄羅斯的島嶼，屬於北地群島的一部分，位於共青團員島以北3公里的喀拉海，由克拉斯諾亞爾斯克邊疆區負責管轄，長2.3公里、寬0.8公里，最高點海拔高度17米，島上無人居住。